# Solna SS
Solna Schacksällskap är en schackklubb i Solna kommun, bildad i september 1967 efter en sammanslagning av Schackkamraterna Solna och Solna Schackklubb.
Klubben har vunnit allsvenskan i schack vid två tillfällen, 1975 och 1979. Flera starka spelare har spelat för klubben. För närvarande[när?] återfinns internationell mästare Christer Bergström, Bengt Lindberg och FIDE-mästare Niclas Solin på medlemslistan. På senare år har klubben omväxlande åkt ur elitserien och kommit tillbaka. Klubben har totalt fem lag i allsvenskan i schack.
Klubben består för närvarande[när?] av ca 70 medlemmar.